# Romeo Mitrović
Romeo Mitrović (Tuzla, 12 luglio 1979) è un ex calciatore bosniaco, di ruolo portiere.

## Carriera

### Club
Mitrović cominciò la carriera con la maglia dello Sloboda Tuzla, per poi passare ai croati dell'Osijek. Tornò poi allo Sloboda Tuzla, prima di militare nelle file dello Zrinjski Mostar.
Dopo un'esperienza con gli ungheresi del Kecskemét, si trasferì ai norvegesi del Nybergsund-Trysil. Debuttò nell'Adeccoligaen in data 5 aprile 2010, impiegato come titolare nella vittoria per 2-1 sul Mjøndalen. Tornò poi in Croazia, per giocare nella Lokomotiva Zagabria. In seguito, si accordò con la Dinamo Zagabria.
Il 7 ottobre 2014 si rese protagonista di un'aggressione a un arbitro, sferrandogli un pugno dopo un ammonimento.

### Nazionale
Conta 2 presenze per la Bosnia ed Erzegovina, avvenute nel 2006.